# Gorgonidium
Gorgonidium, rod gomoljastih geofita iz porodice kozlačevki dio tribusa Spathicarpeae, potporodica Aroideae. 
Postoji osam priznatih vrsta raširenih od Perua do Argentine

## Vrste
1. Gorgonidium beckianum Bogner
2. Gorgonidium bulbostylum Bogner & E.G.Gonç.
3. Gorgonidium cardenasianum (Bogner) E.G.Gonç.
4. Gorgonidium intermedium (Bogner) E.G.Gonç.
5. Gorgonidium mirabile Schott
6. Gorgonidium striatum Hett., Ibisch & Gonç.
7. Gorgonidium vargasii Bogner & Nicolson
8. Gorgonidium vermicidum (Speg.) Bogner & Nicolson

## Vanjske poveznice
|  | Zajednički poslužitelj ima još gradiva o temi Gorgonidium |
|  | Wikivrste imaju podatke o taksonu Gorgonidium             |